# Parcul din Vijnița
Parcul din Vijnița (în ucraineană Вижницький парк) este un parc și monument al naturii de tip peisagistic de importanță locală din raionul Vijnița, regiunea Cernăuți (Ucraina), situat în orașul Vijnița, pe str. Iosip Burga. Este administrat de spitalul raional Vijnița.
Suprafața ariei protejate constituie 2 hectare, fiind stabilită administrativ în anul 1979 prin decizia comitetului executiv regional. Statutul a fost acordat pentru conservarea parcului fondat la sfârșitul secolului al XIX-lea, în care cresc peste 10 specii de arbori și arbuști valoroși și rari. Blocurile spitalului raional sunt situate pe teritoriul parcului.